# Fläckjordfly
Fläckjordfly, Euxoa temera, är en fjärilsart som beskrevs av Jacob Hübner 1808. Fläckjordfly ingår i släktet Euxoa och familjen nattflyn, Noctuidae. i Finland anges arten som "Regelbunden vandrare, Mycket sällsynt", det efter två fynd längs Finlands sydkust . I Sverige är arten ännu inte funnen. Tre underarter finns listade i Catalogue of Life, Euxoa temera hemispherica Hampson, 1903, Euxoa temera leucotera Bytinski-Salz, 1937 och Euxoa temera perambulans Corti, 1931.